# Communicatio
Communicacio (anacoenosis), ett begrepp inom retoriken. Att efterfråga publikens omdöme om en fråga och därigenom implicit säga att publiken och talaren har ett gemensamt intresse i frågan.

## Exempel
– Därför frågar jag nu er: Skulle saken ha blivit bättre om jag gjort på något annat sätt?